# Милош Требињац
Милош Требињац (Бајина Башта, 6. април 1886 — Београд, 29. август 1939), професор, политички радник и револуционар.

## Биографија
Рођен је 6. априла 1886. године у Бајиној Башти. Његов отац Јосиф Требињац био је столар и трговац грађом и власника прве парне стругаре у рачанском крају. Он је такође био и један од првих социјалистичких агитатора у овом крају. Имао је тројицу синова, а Милош је био најстарији. Основну школу је завршио у Бајиној Башти, а гимназију у Ужицу. Потом је студирао историју на Филозофском факултету у Београду и након дипломирања је радио као професор у Ваљеву, Пожаревцу, Пироту и Београду.
Током гимназијских дана у Ужицу дружио се са Радованом Драговићем, Димитријем Туцовићем и Душаном Поповићем и преко њих је прихватио социјалистичке идеје. Као студент 1907. године је са Димитријем Туцовићем дошао у Бајину Башту да помогне социјалистичком покрету у акцији прикупљања потписа за петицију у склопу акције за увођење општег права гласа. Године 1910. је постао сарадник листа „Борба”, а био је и говорник на првом социјалистичком збору у Бајиној Башти, одржаном 24. јула 1911. године, пред око 500 радника и сељака. Овај скуп, који је полиција најпре покушала да забрани, а потом и да растури одржан је поводом намере Владе Краљевине Србије да повуче тек донети „Закон о радњама”. На парлманетарним изборима 1914. године Милош Требињац је био посланички кандидат за топлички, ваљевски и ужички округ.
Учествовао је у Првом и Другом балканском рату, током 1912. и 1913. године и у Првог светског рата, од 1914. до 1918. године. Током Првог светског рата командовао је једном артиљеријском батеријом и за исказану храброст био одликован Карађорђевом звездом. Од 1913. до 1918. године је писао ратни дневник, чији већи део је објавио лист „Политка” током 1965. године.
Након завршетка рата, крајем 1918. године постао је један од уредника „Радничких новина”, априла 1919. године на „Конгресу уједињења” свих социјалистичких партија био је изабран у Покрајински Извршни одбор Социјалистичке радничке партије Југославије (комуниста) за Србију. Године 1920. године је постао секретар Обласног већа СРПЈ(к) за Србију. Био је један од учесника припреми „Вуковарског конгреса” 1920. године, на коме је био један од секретара конгреса. Исте године је због комунистичког деловања био отпуштен из државне службе.
На изборима за Уставотворну скупштину одржаним новембра 1920. године био је изабран за народног посланика у ваљевском срезу. Као један од посланика Комунистичке партије Југославије у Народној скупштини Краљевине Срба, Хрвата и Словенаца је енергично је бранио интересе радничке класе. Након доношења „Обзнане”, децембра 1920. године, а потом и доношења „Закона о заштити државе”, августа 1921. године, био му је као и осталим посланицима КПЈ поништен посланички мандат. Након тога је био ухапшен заједно са осталим члановима Извршног одбора КПЈ. На „Видовданском процесу”, одржаном фебруара 1922. године заједно са осталим првацима КПЈ био је осуђен на две године затвора због наводног учешћа у покушају атентата на регента Александра.
Након изласка из затвора, 1923. године, напустио је Југославију и отишао у Француску, где је провео десетак наредних година. Ту се и оженио са Маргаритом и добио сина Франциса. Током боравка у Француској, сарађивао је са Анри Барбисом у Балканском комитету, а једно време је радио и у Интернационали просветних радника, као један од њених секретара. Такође је сарађивао и у француској комунистичкој штампи као спољнополитички уредник једног листа.
Године 1935. се вратио у Краљевину Југославију и овде издао брошуру „Народни фронт у Француској”. Преводио је са руског, немачког и француског језика, а превео је и дело професора М. Исајева „Велики људи и социјална средина”. Током Шпанског грађанског рата, радио је на организовању слања добровољаца из Југославије, који су преко Француске, одлазили у Шпанију, где су се у редовима Интернационалних бригада борили против фашизма. Због овога је био поново ухапшен. Умро је 29. августа 1939. године у Државној болници у Београду, од последица полицијске тортуре.
Његово име данас носи Народна библиотека у Бајиној Башти, а од 1967. до 1978. године његово име је носила и данашња Гимназија „Јосиф Панчић”. У Панчеву и Ваљеву постоје улице са његовим именом. Његова ћерка Соња Требињац била је супруга македонског и југословенског политичара Лазара Колишевског.